# Sankt Nikolai Sogn (Holbæk Kommune)
 For alternative betydninger, se Sankt Nikolai Sogn. (Se også artikler, som begynder med Sankt Nikolai Sogn)
Sankt Nikolai Sogn er et sogn i Holbæk Provsti (Roskilde Stift).
Tveje Merløse Sogn var en sognekommune, der hørte til Merløse Herred i Holbæk Amt. Sognet var i 1800-tallet anneks til Sankt Nikolai Sogn, der lå i Holbæk Købstad og kun geografisk hørte til herredet. Holbæk Købstad blev ved kommunalreformen i 1970 kernen i Holbæk Kommune.
I Sankt Nikolai Sogn ligger Sankt Nikolai Kirke.
I sognet findes følgende autoriserede stednavne:
- Holbæk Old (bebyggelse)
- Nyvang (bebyggelse)
- Oldhuse (bebyggelse)